# ユリス・ライザンス
ユリス・ライザンス（Juris Laizāns、1979年1月6日）は、ラトビア、リガ出身での元サッカー選手。元同国代表。現役時代のポジションはMF。

## 来歴

### クラブ
1997年、ラトビアの強豪スコントFCでプロキャリアをスタートさせた。初期はサイドバックを務めていたが、途中でミッドフィールダーにコンバートされた。2001年、PFC CSKAモスクワへ移籍。1年目からレギュラーとして出場し、2002年にはラトビア年間最優秀選手賞に選出されたが、その後は徐々に出場機会が減っていき、2005年にはFCトルペド・モスクワへレンタル移籍をした。以後ロシアとラトビアのクラブに属して、2014年4月、スコントFCを退団して引退した。

### 代表
- ラトビア代表 113試合出場 1998-2013
  - 2004年 EURO2004 ポルトガル大会（グループリーグ敗退）

## 所属クラブ
- スコントFC 1997-2000
- PFC CSKAモスクワ 2001-2005

→ FCトルペド・モスクワ 2005 （loan）
- FCロストフ 2006
- FCクバン・クラスノダール 2007
- FCシンニク・ヤロスラヴリ 2008
- RFS/Olimps 2009
- FKヴェンツピルス 2009
- スコントFC 2010
- FCサリュート・ベルゴロド 2010
- スコントFC 2011
- FCファーケル・ヴォロネジ 2011-2012
- スコントFC 2012-2014